# Ambasciatori della Cina negli Stati Uniti d'America
Questa è la lista dei rappresentanti diplomatici della Cina negli Stati Uniti d'America.

## Repubblica di Cina e Taiwan
- Alfred Sao-ke Sze 1935 - 1936
- Wang Zhengting 1936 - 1938
- Hu Shi 1938 - 1942
- Wei Taoming 1942 - 1946
- Wellington Koo 1946 - 1956
- Hollington Tong 1956 - 1958
- George Yeh 1958 - 1961
- Tsiang Tingfu 1961 - 1965
- Zhou Shukai 1965 - 1971
- James Shen 1971 - 1979

Riconoscimento da parte degli Stati Uniti della Repubblica Popolare Cinese nel 1979.

## Repubblica Popolare Cinese
- Chai Zemin 1979 - 1983
- Zhang Wenjin 1983 - 1985
- Han Xu 1985 - 1989
- Zhu Qizhen 1989 - 1993
- Li Daoyu 1993 - 1998
- Li Zhaoxing 1998 - 2001
- Yang Jiechi 2001 - 2005
- Zhou Wenzhong 2005 - 2010
- Zhang Yesui 2010 - 2013
- Cui Tiankai 2013 - 2021
- Qin Gang 2021 - 2023
- Xie Feng 2023 - in carica